# Viviano Orfini
Viviano Orfini (Foligno, 23 de agosto de 1751 - Roma, 8 de maio de 1823) foi um cardeal do século XIX

## Biografia
Nasceu em Foligno em 23 de agosto de 1751. De família patrícia.
Entrou na prelazia romana como prelado doméstico e referendário dos Tribunais da Assinatura Apostólica de Justiça e da Graça, em 5 de junho de 1778. Governador de Sabina, com residência em Collevecchio, de 20 de junho de 1778 até 8 de novembro de 1782. Governador de Fano, 9 de novembro de 1782 até fevereiro de 1785. Chamado de volta a Roma, foi nomeado relator da Sagrada Consulta, 14 de fevereiro de 1785. Cânon do capítulo da basílica patriarcal do Vaticano, 25 de dezembro de 1788. Executor do testamento do cardeal Andrea Corsini, vigário geral de Roma, falecido em 18 de junho de 1795. Ele teve que deixar Roma durante o período da República Romana. Após a restauração do governo papal em Roma, foi nomeado clérigo da Câmara Apostólica em 23 de fevereiro de 1801. Prelado da SC da Imunidade Eclesiástica antes de 1º de junho de 1808. Após a segunda restauração do governo papal, foi nomeado presidente do Maduro , 23 de setembro de 1814; e presidente delle Strade , 9 de março de 1816. Decano dos clérigos da Câmara Apostólica, 1º de outubro de 1817. Presidente do Conselho Administrativo de Obras para ruas urbanas antes de 10 de fevereiro de 1819. Prefeito da Annona, 4 de junho de 1820 a 1823.
Ordenado (nenhuma informação encontrada).
Criado cardeal diácono no consistório de 10 de março de 1823; recebeu o gorro vermelho, em 13 de março de 1823. Fora designado para a diaconia de S. Ângelo em Pescheria, mas faleceu antes da celebração do consistório de 16 de maio de 1823, quando o receberia.
Morreu em Roma em 8 de maio de 1823. Exposto na igreja de S. Marcello, Roma, onde também teve lugar o funeral; e enterrado na igreja de S. Angelo em Pescheria.